# Per Tollsten den äldre

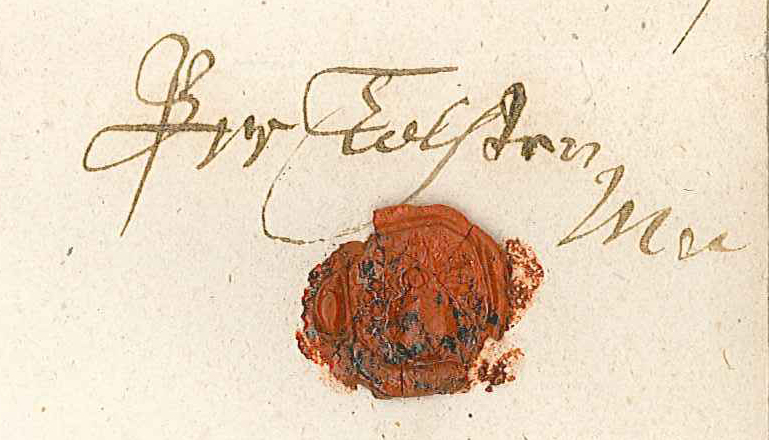
Namnteckning och sigill för Per Tollsten på ett dokument från 1693. Det är dock oklart huruvida det är fadern eller sonen med detta namn som undertecknat aktstycket.

Per Tollsten den äldre (namnet även skrivet Petter Tollsten eller Tolsten, Petrus Tollstadius med flera varianter), född 1629 i Östra Tollstad, död den 22 januari 1700, var en svensk borgmästare och postmästare i Lund. 
Per Tollsten var son till kyrkoherden i Östra Tollstad Petrus Ingevaldi Tornevallius (död 1633) och Sara Pedersdotter (död 1681). Han skrevs in som student vid Uppsala universitet 1649, men måste någon gång mellan detta år och 1660 ha flyttat till Lund eftersom han vid den senare tidpunkten tillträdde posten som borgmästare där. Senast från och med 1675 var han också stadens postmästare (den förste till namnet kände i Lund). Postmästarbefattningen bibehöll Tollsten endast till 1681 (hans efterträdare blev här den från Karl XII:s Lundatid kände Sven Kråka) men han kvarstod som borgmästare till 1693 då han efterträddes av sin son Per Tollsten den yngre.
Sedan 1661 var Tollsten även medlem av Sankt Knuts Gille i Lund där han ståtar med ett något tvivelaktigt eftermäle. I samband med att danska trupper 1678 härjade Lund under skånska kriget lät nämligen Tollsten "utan lagets samtycke" föra gillets kista med dess värdeföremål och dokument ur staden, och när innehållet flera år senare (1683) återkrävdes tvingades han erkänna att han låtit pantsätta silverföremålen i kistan samt att övriga föremål och handlingar brunnit upp. Trots detta utnämndes Tollsten (som dock tvingades återlösa det pantsatta silvret) i sinom tid till gillets ålderman. Han lämnade denna post i juli 1694 "på grund af ålder och skröplighet", även denna gång med sonen Per som efterträdare. 
Tollsten den äldre fick tillsammans med sin maka Elisabeth Almgren (död 1721) sin gravplats i lilla södra gången i Lunds domkyrka. Paret hade minst sex barn, av vilka sonen Per alltså efterträdde fadern och en annan son, Lars (1664-1740), blev rådman i först Lund och senare (efter en period som landtullnär i Marstrand) i Norrköping.